# Pertoltice (Boêmia Central)
Pertoltice é uma comuna checa localizada na região da Boêmia Central, distrito de Kutná Hora.